# Ilse Weber
Ilse Weber (född Herlinger), född 11 januari 1903 i Witkowitz (Vitkovice, Tjeckien), död 6 oktober 1944 i Auschwitz var en judisk författare och musiker från Tjeckoslovakien. Hon är känd för de sånger hon skrev under interneringen i gettot/koncentrationslägret Theresienstadt 1942–1944.

## Sånger i Theresienstadt
I Theresienstadt var Ilse Weber sjuksköterska och tog hand om de svaga och sjuka barnen. En del av hennes behandling bestod i att spela musik och sjunga tillsammans med dem. Hon bildade även en barnkör och satte upp barnteaterpjäser. Ilse Weber skrev pjäser och berättelser för barn samt över hundra dikter, varav många tonsattes.
Ilse Webers texter och musik har överlevt. Hennes visor har bland annat tolkats av Anne Sofie von Otter som 2007 gav ut CD:n Terezín/Theresienstadt med sånger skrivna i lägret av ett flertal kompositörer. En samling av Webers brev och poem publicerades i Tyskland 2008 – Ilse Weber: Wann wohl das Leid ein Ende hat (När kommer lidandet få ett slut).

## Biografi

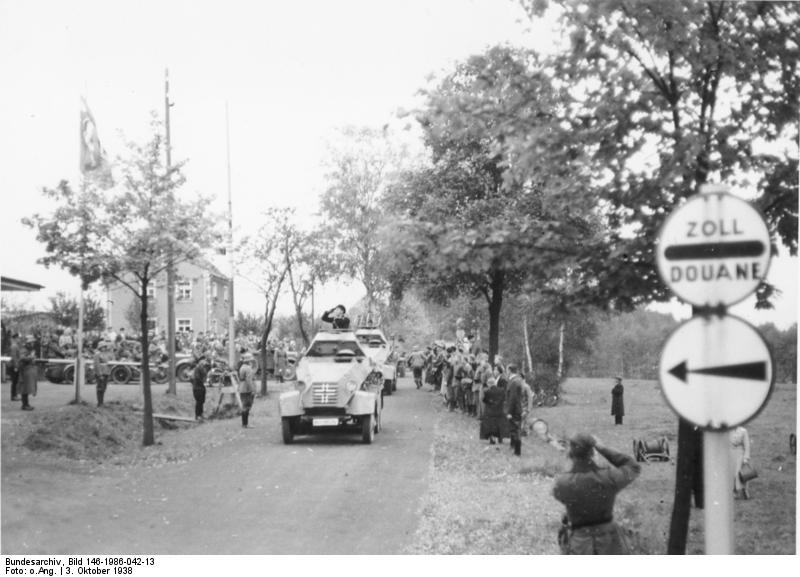
Tyska pansarbilar kör över gränsen till Tjeckoslovakien 1938.

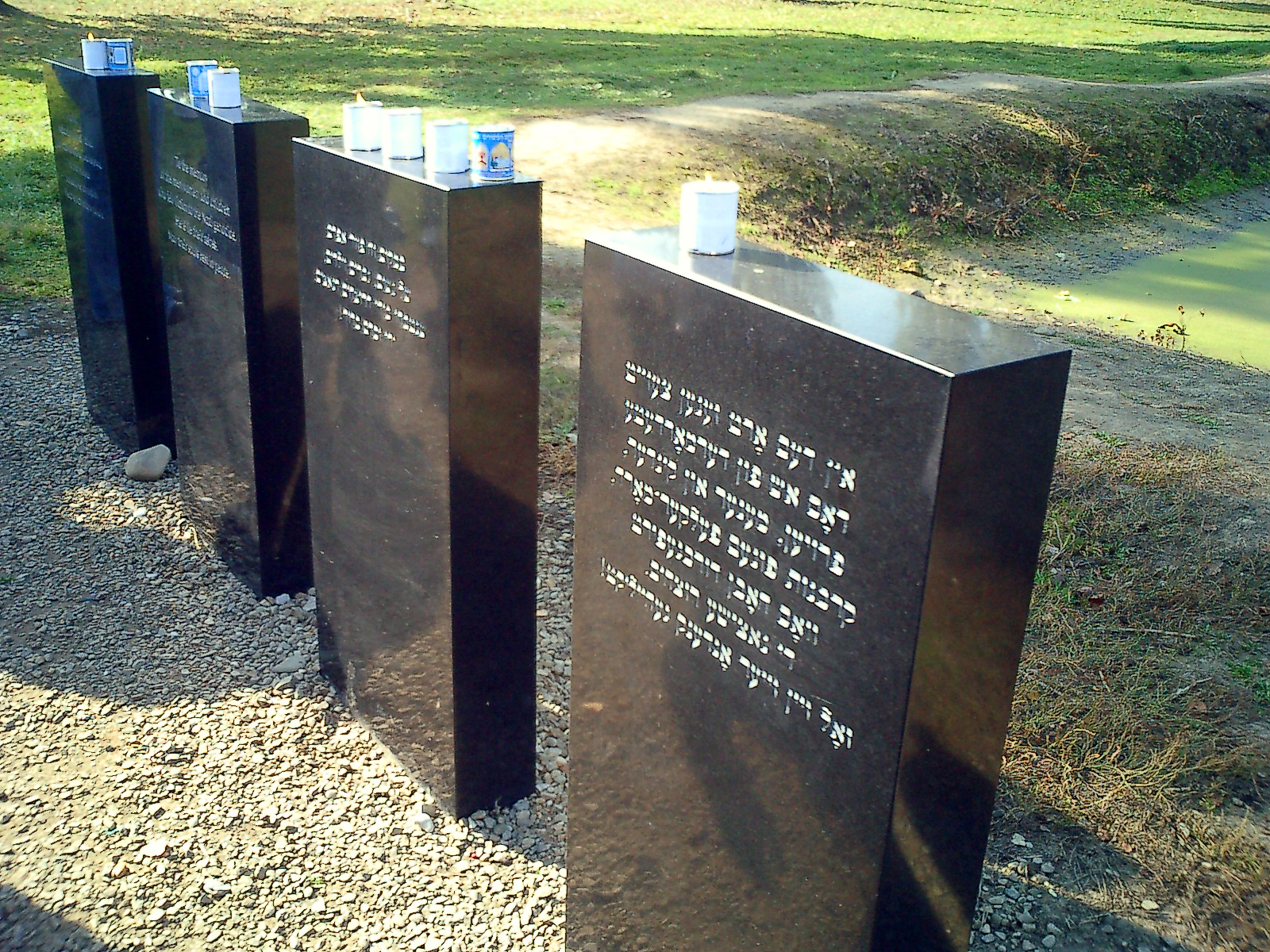
Monument i Auschwitz: På denna plats aska från män kvinnor och barn som mördats av nazisterna. Låt dem vila i frid. Foto 2006

Ilse Weber växte upp i Witkowitz, som före första världskriget låg i Österrike-Ungern. 1918, då Weber var 15 år, hamnade staden inom Tjeckoslovakiens gränser. Under mellankrigstiden var hon poet och författade även en mängd berättelser för barn som framförallt publicerades i olika tidskrifter i Centraleuropa. 1930 gifte hon sig med Wilhelm Weber; de bosatte sig i Prag där Ilse arbetade för den tjeckiska radion. Paret Weber fick två söner, Tommy och Hanus.
I oktober 1938 besatte Tyskland Sudetlandet och den 15 mars 1939 proklamerade Hitler hela Tjeckien som det tyska ”Protektoratet Böhmen och Mähren”.
I maj 1939 skriver Ilse Weber i ett brev till sin syster: “Jag ska berätta för dig vad som hände mig, till exempel, en marknadsdag. Jag bor ganska nära marknaden och vägen dit är inte lång. Först träffade jag Fru Röhrer  (…). Hon var god vän till min syster och vi tyckte mycket om varandra. Först hälsade hon mig med ”God morgon!” men genast efteråt, log hon hånfullt och la till ”Heil Hitler!”  Några steg senare. Jag möter Fru Hocke.  (…). Hon är gift med en arbetare och kom en gång till mig när hon hade stora bekymmer. Hon arbetade i mitt hus…Plötsligt stirrar hon rätt ut i luften. Sedan möter jag Fru Rozehnal…hon går förbi med ett stenansikte och känner oss inte längre. Andra tyska vänner ser ned i marken. Endast mycket få hälsar ännu vänligt på mig och – för att säga sanningen – några av dessa finns fortfarande.” (översättning från engelskan)
Familjen Weber bestämde sig för att sända sin son Hanus i säkerhet utomlands och han kom samma år med en Kindertransport (svenska barntransport) till Sverige. Resten av familjen deporterades senare till koncentrationslägret och gettot Theresienstadt.
I Yad Vashems arkiv över Förintelsens offer kan man i ett formulär ifyllt av hennes svägerska läsa: Namn: Ilse Weber,  författarinna; Nationalitet före den tyska ockupationen: Jiddisch; Boendeort under kriget: Prag; Mannens namn: Wilhelm Weber; Antal barn: 2; Plats, datum och dödsorsak: Auschwitz 1944; Namn på avlidna barn: sonen Tommy, 5 år; Plats och dödsdatum: Auschwitz 1944.
Den 8 februari 1942 hade Ilse, Wilhelm och Tommy Weber, tillsammans med hundratals av Prags judar, förts till Theresienstadt. Två år senare, den 6 oktober 1944, valde Ilse, med deras femårige son Tommy, att följa Wilhelm som utvalts till deportation till Auschwitz. Där mördades Ilse och Tommy.
Wilhelm och Hanus överlevde Förintelsen och kriget. Wilhelm Weber dog 1974. Sonen Hanus har skrivit en bok om sin mor, "Ilse", utgiven i Sverige 2000 och i engelsk översättning 2004. Hanus Weber är pensionerad utrikesreporter och före detta producent vid Sveriges Radio. Hanus avled den 14 september 2021 i Alzheimers sjukdom.